# Bălți
Bălți ([ˈbəltsʲ]; en polaco: Bielce, en ruso: Бельцы, Bel’tsy, en ucraniano: Бєльці, Bel’tsi, en yidis: בעלץ‎, Belts) es una ciudad de Moldavia, la segunda ciudad más grande por su tamaño e importancia económica (después de Chisináu) y la tercera ciudad más grande en población (después de Chisináu y Tiráspol).
La ciudad es una de las cinco municipalidades de Moldavia. A veces denominada «la capital del norte», es un importante centro industrial, cultural y comercial, así como un nodo de interconexión de transportes, en el norte del país. Se encuentra ubicada a 127 km al norte de Chisináu, a orillas del río Răut, un afluente del Dniéster, sobre una zona de colinas en la estepa de Bălți.

## Toponimia
La palabra Bălți, palabra rumana plural de baltă, se traduce literalmente como ‘los pantanos’. Se cree que la ciudad recibe este nombre porque fue fundada sobre una colina que domina el humedal donde el arroyo Răuțel (‘Pequeña Răut’) va a parar al río Răut.
Además del nombre oficial Bălți y el nombre en ruso Бельцы (Beltsy), entre 1940 a 1989 en alfabeto cirílico moldavo, y después de 1989 en Rusia, el nombre fue/es también dictada en cirílico, Бэлць (pronunciación rusa: [ˈbeltsʲ]).

## Heráldica
El blasón actual y la bandera de Beltsy, elaborada por Silviu Tabac de la Comisión moldava del estado para heráldica, han sido adoptadas en abril de 2006 por el consejo municipal.
Un escudo, con seis franjas plateadas (que simbolizan el agua) y seis azules (que simbolizan la tierra) alternadas, forma el fondo (que simboliza el nombre de la ciudad). El elemento central del escudo es un arquero vestido de rojo, con el atuendo militar (amarillo) de la época de Esteban III de Moldavia (rumano: Ștefan cel Mare) (siglo XV). El arquero representa el reclutamiento militar medieval, formado por campesinos libres locales.

### Blasón
El elemento principal del blasón es un escudo con doce bandas alternadas verticales en plateado y azul. El plateado simboliza el agua, el color azul la tierra. La combinación de estos dos colores simboliza el nombre moldavo de la ciudad, que significa literalmente “los pantanos” (el agua y la tierra). Sobre el escudo se observa un arquero en armadura moldava del tiempo de Etienne el Grande. Este elemento se pidió prestado al blasón de Beltsy de 1930, en el cual simbolizaba, según los documentos oficiales, “el antiguo guardia militar y los combates en esta región de Moldavia”. Las prendas de vestir del arquero son rojas, mientras que el equipamiento militar es dorado.
Sobre el escudo se ubica una corona plateada con forma de una pared con siete vueltas. Este elemento indica que el estatuto de una ciudad Beltsy tuvo hay mucho tiempo. El número de vueltas indica la importancia de la localidad. Aparte de Beltsy, solamente otras dos ciudades en Moldavia tienen el derecho a utilizar una corona de siete vueltas: Chisináu y Tiráspol. El escudo está respaldado por dos caballos plateados que se levantan. El caballo es un antiguo símbolo de esta ciudad de Beltsy, conocida por sus antiguas ferias a los caballos. El primer blasón de Beltsy (1826) fue un escudo con la cabeza del caballo. Debajo del escudo se ligaba una banda con la divisa en latín “CIDANT ARMA TOGAE” (que el arma ceda a la toga).

### Bandera
La bandera es una combinación de dos bandas horizontales de dos colores: plateada (superior) y azul (inferior). El elemento principal se encuentra en el centro de la bandera - el escudo con un arquero.

### Otros símbolos
En la Edad Media, el archer ofrecido en las capas de los brazos de la región. En el siglo XIX, la capa de la ciudad de brazos era la mayor parte del tiempo una cabeza de caballo. A principios de siglo XX, un protector que representaba a un archer, colocándose en una colina, el sol, y tres palillos de la espadaña (elementos absolutamente suficientes identificar el lugar en donde Beltsy se sitúa en el paisaje del norte de Moldavia) formó la capa de los brazos del condado de Beltsy, mientras que este y de los elementos del caballo - la capa de los brazos de la ciudad apropiada.

## Geografía
Bălți está situada en las cimas y laderas de tres colinas y en dos pequeños valles. El terreno en el norte de Moldavia es muy fértil, en su mayoría formado por tierra de color negro o chernozem. De hecho, hay varios sitios de extracción de materias primas utilizadas en la industria de la construcción en las proximidades de Bălți. Los arroyos Răuțel, Copăceanca y Flămândă cruzan el territorio del municipio, y desembocan en el río Răut. Además, varios lagos están situados en Bălți: el Lago municipal, el Komsolskoe, el lago de los Cazadores y Pescadores y el lago Stramba.
El municipio tiene una superficie de 78,0 kilómetros cuadrados, de los cuales 41,42 km² corresponden a la ciudad en sí, la localidad de Elizaveta (un suburbio del este) tiene 9,81 km² y Sadovoe (un suburbio al noroeste) 26,77 km². De estos, una parte importante (20,11 km²) es de agricultura cultivada.
Algunas zomnas aledañas a la ciudad llevan los nombres de los suburbios anteriores del siglo XIX: Pământeni, Slobozia, Molodova, Bălțul Nou/Новые Бельцы, Podul Chişinăului/Кишинёвский Мост; mientras que otros se los conoce por nombres que provienen de la era soviética: 8.º distrito, 9.º distrito; u otros nombres (rumanos/rusos): Autogara/СеверныйВокзал (estación de coche interurbana), Dacia, que es conocido popularmente como BAM.

### Clima

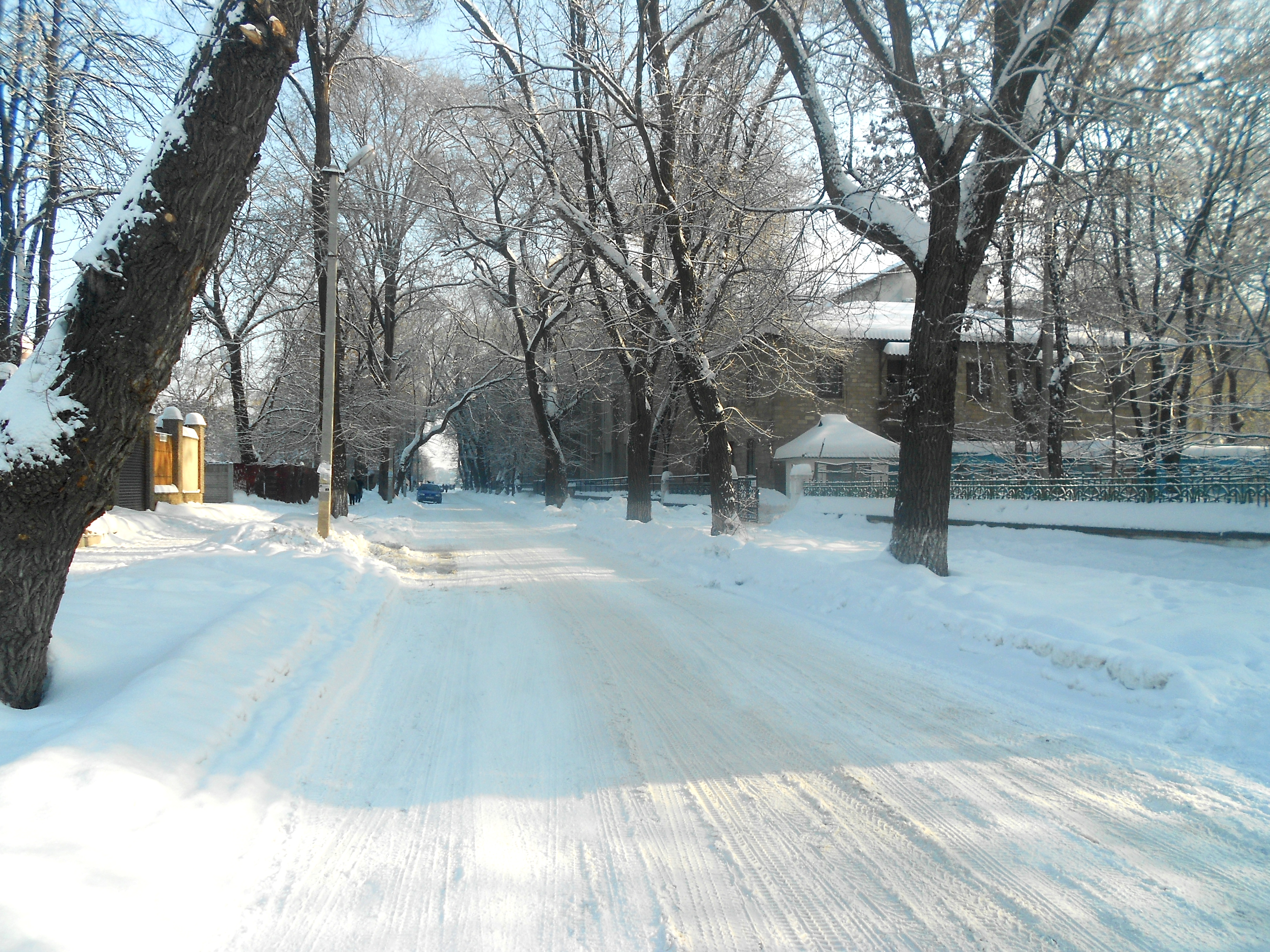
Imagen habitual de Bălți en invierno, en la calle Independenței.

El clima de Bălți es continental templado como el resto del país, con veranos cálidos que experimentan tormentas con lluvias episódicas (las lluvias de verano son más importantes que las de invierno, especialmente en septiembre) con otoños primavera cortos y lluviosos e inviernos fríos con heladas y nieve durante, prácticamente, toda la estación.
La temperatura máxima registradada en la ciudad es de 38 °C, y la mínima de -32 °C. La precipitación anual oscila entre 350 a 450 milímetros, sobre todo durante verano y otoño. Los vientos poseen intensidade de 2 a 5 m/s aproximadamente del noreste o del noroeste.
| Parámetros climáticos promedio de Bălți   | Parámetros climáticos promedio de Bălți | Parámetros climáticos promedio de Bălți | Parámetros climáticos promedio de Bălți | Parámetros climáticos promedio de Bălți | Parámetros climáticos promedio de Bălți | Parámetros climáticos promedio de Bălți | Parámetros climáticos promedio de Bălți | Parámetros climáticos promedio de Bălți | Parámetros climáticos promedio de Bălți | Parámetros climáticos promedio de Bălți | Parámetros climáticos promedio de Bălți | Parámetros climáticos promedio de Bălți | Parámetros climáticos promedio de Bălți |
| Mes                                       | Ene.                                    | Feb.                                    | Mar.                                    | Abr.                                    | May.                                    | Jun.                                    | Jul.                                    | Ago.                                    | Sep.                                    | Oct.                                    | Nov.                                    | Dic.                                    | Anual                                   |
| ----------------------------------------- | --------------------------------------- | --------------------------------------- | --------------------------------------- | --------------------------------------- | --------------------------------------- | --------------------------------------- | --------------------------------------- | --------------------------------------- | --------------------------------------- | --------------------------------------- | --------------------------------------- | --------------------------------------- | --------------------------------------- |
| Temp. máx. media (°C)                     | -0.5                                    | 1.3                                     | 7.0                                     | 15.9                                    | 22.0                                    | 24.9                                    | 26.2                                    | 26.0                                    | 21.8                                    | 15.2                                    | 7.6                                     | 2.1                                     | 14.1                                    |
| Temp. mín. media (°C)                     | -7.5                                    | -5.4                                    | -1.6                                    | 4.5                                     | 9.9                                     | 13.1                                    | 14.5                                    | 13.5                                    | 9.5                                     | 4.3                                     | 0.3                                     | -4.0                                    | 4.2                                     |
| Precipitación total (mm)                  | 31                                      | 28                                      | 28                                      | 44                                      | 55                                      | 86                                      | 79                                      | 49                                      | 43                                      | 22                                      | 34                                      | 30                                      | 529                                     |
| Días de precipitaciones (≥ 1 mm)          | 11                                      | 11                                      | 9                                       | 11                                      | 12                                      | 13                                      | 11                                      | 8                                       | 8                                       | 6                                       | 9                                       | 11                                      | 120                                     |
| Fuente: World Weather Information Service |                                         |                                         |                                         |                                         |                                         |                                         |                                         |                                         |                                         |                                         |                                         |                                         |                                         |

## Municipalidad
Moldavia está subdividida administrativamente en 32 distritos, 2 regiones y 5 municipalidades, siendo Beltsy una de ellos.

## Transportes

### Aeropuertos
La ciudad posee dos aeropuertos: el aeropuerto local (con helipuerto) está situado en la ciudad de Bălți y el Aeropuerto Internacional de Bălți-Leadoveni situado al norte de la ciudad, a 15 kilómetros del centro.

### Tren
Existen dos terminales (estación de Beltsy-Slobozia y estación de Beltsy-Ciudad), internacional de ferrocarril, con conexiones a Kiev, Minsk, Odessa y Moscú. Debido al conflicto entre Moldavia y la República de Transnistria (no reconocida internacionalmente), el tráfico ferroviario con Ucrania puede estar cortado en algunos momentos.

### Transporte urbano
Dentro de la ciudad es posible desplazarse por taxi, trolebús y microbús. En la actualidad el precio de un billete de trolebús es de 1 leu mientras que de microbús es de 15 lei. Los dos transportes siguen un recorrido prefijado, la diferencia estriba en que el trolebús tiene paradas prefijadas mientras que el microbús para donde el pasajero le indica.

## Educación

### Enseñanza primaria y secundaria
Hay  13 escuelas secundarias ( Lyceos ):
- Liceo “Dimitrie Cantemir
- Liceo "N. Gogol"
- Liceo "A. Pușkin"
- Liceo "Vasile Alecsandri"
- Liceo "Mihai Eminescu"
- Liceo "Bogdan Petriceicu Hașdeu"
- Liceo "Maxim Gorkii"
- Liceo "George Coșbuc"
- Liceo "Ștefan cel Mare"
- Liceo "Ion Creangă"
- Liceo "Lucian Blaga"
- Liceo "Mihail Lomonosov"
- Liceo "Alexandru Ioan Cuza"

6 instituciones especializadas en estudios secundarios (3 años) y educación técnica posterior (2 años):
- Colegio mayor republicano de la música y de la pedagogía
- Colegio mayor pedagógico „Ion Creangă"
- Colegio mayor médico (escuela de enfermera)
- Colegio mayor de la industria ligera
- Colegio mayor politécnico
- Colegio mayor técnico ferroviario

14 escuelas secundarias (numeradas 2, 3, 4, 6, 7, 9, 10, 12, 14, 15, 16, 19, 21, 23), 7 profesionales o escuelas profesional-técnicas (numeradas 1 a, y 3 colegio de internos 7), incluyendo uno para la persona con deficiencias visuales.

### Enseñanza superior
La universidad de Alecu Russo de Beltsy, nombrada después del illuminist y del etnólogo rumanos de Moldavia Alecu Russo del siglo XIX, tiene ucés par de estudiantes del mil. El complejo original de los edificios (los años 30) contuvo la administración financiera, así como tres alto-escuelas (dos cuyo eran las muchachas-solamente) y tiene la arquitectura característica del tiempo. La universidad fue fundada en 1946. Las idiomas (rumano, inglés, francés, alemán, ruso), las matemáticas, la física, una cierta ingeniería, la ley, la economía, la educación de la música, el entrenamiento de la educación, la sociología, y la psicología se enseñan en los niveles del soltero y del amo. Muchos de sus edificios se han agregado o restauraron más recientemente. La lengua principal de la educación es rumano, pero hay también algunos cursos y especialidades ofrecidos en ruso.
Hay también tres establecimientos de una educación más alta privados más pequeños:
- Și Drept de Institutul Nistrean de Economie
- Rama de la institución non-govermental de educación "Instituto báltico de la ecología, de la derecha y de la política"
- Instituto humanista contemporáneo

Estas escuelas enseñan a cualquiera en rumano, en ruso, en ucraniano son mezcladas. El caso posterior fue heredado soviet del sistema, que creó escuelas mezcladas donde estaría asimiento la administración en rumano o en ruso, la lengua oficial del Unión Soviética. La resistencia de la población moldava a la política de rusificación era la fuerza impulsora local principal de los cambios políticos que ocurrieron en 1988-1991, que terminó en la avería de la Unión Soviética (por razones económicas/políticas) y la independencia del territorio bajo el nombre del cual formó en ese entonces Moldavian Republic de Moldavia, con el rumano Moldovan moldavo como lengua oficial. Desafortunadamente, la resistencia fue demasiado lejos, imponiendo rumano como la única lengua en Moldavia, que terminó para arriba en Declaración de Independencia Dniestr 'de los cantones del izquierdo-banco de s y la creación de la rotura lejos de la región de Moldavia Transnistria.

## Ciudades hermanadas
- Podolsk (Rusia)
- Tacoma (Estados Unidos)
- Stryi  (Ucrania, desde 1980)
- Smolyan (Bulgaria, desde 1985)
- Larisa (Grecia, desde 1986)
- Miercurea-Ciuc (Rumania, desde 1993)
- Gyula (Hungría, desde 1995)
- Orsha (Bielorrusia, desde 1996)
- Esmirna (Turquía, desde 1997)
- Kaesong (Corea del Norte, desde 1997)
- Khmelnytskyi (Ucrania, desde 1997)
- Lakeland (Estados Unidos, desde 1997)
- Płock (Polonia, desde 2000)
- Vítebsk (Bielorrusia, desde 2002)
- Milies (Grecia, desde 2006)